# ۵۵۴ (خورشیدی)
۵۵۴ پانصد و پنجاه و چهارمین سال هجری خورشیدی است.